# Don’t Cha
«Don’t Cha» (с англ. — «Ты бы хотел?») — сингл американской гёрл-группы Pussycat Dolls при участии Басты Раймс с их дебютного студийного альбома PCD. Первоначально сингл был записан певицей Тори Аламазе, однако после незначительного успеха и недовольства своим лейблом она отказалась от прав на эту песню. В результате Universal Music Group подарила её Pussycat Dolls.
Сингл получил положительные отзывы музыкальных критиков, многие из которых выделяли его как выдающийся, однако некоторые из них критиковали внешний вид Басты Раймс. Сингл имел коммерческий успех, достигнув 2-го места в американском чарте Billboard Hot 100 и 1-го места в чартах Hot Dance Club Songs и Pop 100. Он также занял 1-ю строчку в 15 других странах, включая Австралию, Канаду, Ирландию, Новую Зеландию и Великобританию.

## Композиция
«Don't Cha» — песня в жанре современного ар-эн-би длительностью 4 минуты 32 секунды. Авторы — Томас Коллауэй, Энтони Рей и Тревор Смит. Согласно партитуре, опубликованной музыкальным издательством Sony/ATV Music Publishing, песня была написана в тональности си-бемоль минор при размере 4/4 и умеренном хит-поповом темпе в 120 ударов в минуту. В песне звучит рэп в исполнении Басты Раймс, который  Наоми Уоттс охарактеризовала словом «болтливый».

## Чарты
| Чарт (2005—06)                              | Наив. поз. |
| ------------------------------------------- | ---------- |
| Австралия (ARIA)                            | 1          |
| Australia Club Tracks (ARIA)                | 11         |
| Australia Urban (ARIA)                      | 1          |
| Австрия (Ö3 Austria Top 40)                 | 1          |
| Бельгия/Фландрия (Ultratop 50)              | 1          |
| Бельгия/Валлония (Ultratop 50)              | 4          |
| Canadian Singles Chart (Nielsen)            | 1          |
| Чехия (Rádio — Top 100)                     | 8          |
| Дания (Tracklisten)                         | 1          |
| Европа (Billboard European Hot 100 Singles) | 1          |
| Финляндия (Suomen virallinen lista)         | 7          |
| Франция (SNEP)                              | 6          |
| Германия (GfK)                              | 1          |
| Венгрия (Rádiós Top 40)                     | 6          |
| Венгрия (Dance Top 40)                      | 1          |
| Ирландия (IRMA)                             | 1          |
| Италия (FIMI)                               | 5          |
| Нидерланды (Dutch Top 40)                   | 1          |
| Нидерланды (Single Top 100)                 | 1          |
| Новая Зеландия (Recorded Music NZ)          | 1          |
| Норвегия (VG-lista)                         | 1          |
| Швеция (Sverigetopplistan)                  | 5          |
| Швейцария (Schweizer Hitparade)             | 1          |
| Великобритания (OCC UK Singles)             | 1          |
| Великобритания (OCC UK Hip Hop/R&B)         | 1          |
| США (Billboard Hot 100)                     | 2          |
| США (Billboard Dance Club Songs)            | 1          |
| США (Billboard Hot R&B/Hip-Hop Songs)       | 8          |
| США (Billboard Pop Airplay)                 | 2          |
| US Pop 100 (Billboard                       | 1          |
| US Rhythmic Top 40 (Billboard)              | 15         |

| Чарт (2005)                              | Поз. |
| ---------------------------------------- | ---- |
| Австралия (ARIA)                         | 2    |
| Australia Urban (ARIA)                   | 1    |
| Австрия (Ö3 Austria Top 40)              | 11   |
| Бельгия (Ultratop 50 Фоандрия)           | 12   |
| Бельгия (Ultratop 50 Валлония)           | 22   |
| European Hot 100 Singles (Billboard)     | 2    |
| Ирландия (IRMA)                          | 7    |
| Новая Зеландия (RMNZ)                    | 5    |
| Швеция (Sverigetopplistan)               | 31   |
| Швейцария (Schweizer Hitparade)          | 5    |
| Великобритания (Official Charts Company) | 5    |
| US Billboard Hot 100                     | 9    |
| США (Billboard Hot Digital Songs)        | 11   |
| США (Billboard Hot Dance Club Songs)     | 1    |
| США (Billboard Hot R&B/Hip-Hop Songs)    | 56   |
| США (Billboard Pop 100)                  | 5    |

| Чарт (2000—2009)                         | Поз. |
| ---------------------------------------- | ---- |
| Австралия (ARIA)                         | 31   |
| Германия (Media Control Charts)          | 90   |
| Великобритания (Official Charts Company) | 73   |

| Чарт (XXI-й век)                         | Поз. |
| ---------------------------------------- | ---- |
| Великоьритания (Official Charts Company) | 147  |

## Музыкальное видео
Сопутствующее музыкальное видео для "Don't Cha" было снято Полом Хантером в течение недели с 11 апреля 2005 года.
На музыкальном телеканале VH1 клип занял четвёртое место в рейтинге « Лучших танцевальных видео» 2005 года под номером «четырнадцать» в списке «40 лучших видео». Музыкальное видео было номинировано на «Лучшее танцевальное видео » . Также клип был номинирован на лучшее R&B видео 2006 на MTV Australia Video Music Awards, но проиграл Крису Брауну «Run It!». Журнал Billboard назвал музыкальное видео для этой песни «культовым» для женских групп .

## Живые выступления
The Pussycat Dolls были последними исполнителями на музыкальном фестивале Wango Tango, который прошёл в Лос-Анджелесе , 14 мая 2005 г. 14 августа 2005 года The Pussycat Dolls исполнили песню "Don't Cha" на Teen Choice Awards. В декабре 2005 года группа выступила на ежегодном концетре  KIIS-FM Jingle Ball. В сет-лист вошли «Don't Cha», «Stickwitu» и «Wait a Minute». 30 июня 2006 года The Pussycat Dolls выступили на «Good Morning America» в рамках своей летней концертной серии вместе с песнями «Buttons» и «Stickwitu». Буста Раймс включил эту песню в свой сет-лист, открывая для тура Мэрайи Кэри «The Adventures of Mimi».
7 июля 2007 года The Pussycat Dolls вместе с другими артистами выступили на концертах Live Earth, которые проводились для повышения осведомленности о глобальном потеплении . Они исполнили "Don't Cha", "Stickwitu" и «Buttons». Затем группа исполнила песню в Walmart Soundcheck, вместе с «I Hate This Part», «Buttons», «When I Grow» и «Takin 'Over the World». The Pussycat Dolls также исполнили песню «Don't Cha» в рамках тура «Doll Domination Tour» (2009).

## Участники записи
- Николь Шерзингер - вокал
- Кармит Бачар  - вокал
- Эшли Робертс  - вокал
- Джессика Сатта - вокал
- Мелоди Торнтон - вокал
- Кимберли Уайатт  - вокал
- CeeLo Green  - автор песни , продюсер , бэк-вокал
- Busta Rhymes  - автор песни, вокал
- Сэр Mix-a-Lot - автор песни
- Итан Матес - звукорежиссёр
- Стив Боугман  - сведение
- Крис Тедеско - городские ангелы-рожки - трубач
- Билл Черчвилл - труба
- Ник Лейн - тромбон
- Рэй Херрманн  - саксофон
- Джон Го - гитара

## Сертификации
| Регион | Сертификация  | Продажи    |
| --- | ------------- | ---------- |
| Австралия (ARIA) | 2× Платиновый | 140 000^   |
| Австрия (IFPI Austria)                                                                                                   | Золотой       | 15 000*    |
| Германия (BVMI) | Золотой       | 150 000^   |
| Новая Зеландия (RMNZ) | Золотой       | 5000*      |
| Швеция (GLF) | Золотой       | 10 000^    |
| Швейцария (IFPI Switzerland)                                                                                             | Золотой       | 20 000^    |
| Великобритания (BPI) | Платиновый    | 630,000    |
| США (RIAA) | Платиновый    | 3,000,000  |
| Ringtone |               |            |
| США (RIAA) | Платиновый    | 1 000 000^ |
| * Данные о продажах приведены только на основе сертификации. ^ Данные о тиражах приведены только на основе сертификации. |               |            |